# An Las
 (avril 2011).
An Las est un groupe français de musique celtique basé dans l'Eure.

## Historique
Après avoir participé à des expériences musicales diverses, Fred Déchiron (Million de sabords, Aux couleurs du Moyen Âge), Thomas Couron (Enigan) et Gilles Jamault (Ex Celtica) se réunissent fin 2003 pour fonder le groupe celtique An Las.

## Composition du groupe
- Fred Déchiron : chant, flûtes, bombarde, didgeridoo, cornemuses, clarinette diatonique, accordéon diatonique ;
- Thomas Couron : violon ;
- Gilles Jamault : chant, guitares.

## Événements
Depuis la création du groupe, les trois musiciens se sont produits dans des salles comme la traverse de Cléon, l'affiche de Reims, la salle du Moulin et la gare aux musiques de Louviers, l'Armada de Rouen, à l'occasion de la fête de l'Humanité de Rouen, du festival Tartan day, des Nuits celtiques de Nesle, du festival Franco-québécois La vache et le caribou de Verneuil ou lors de célébrations de la Saint Patrick.

## Discographie et références
- DVD An Las, en passant par là..., documentaire musical de Marc-Laurent Turpin (120 min) – 2006  (EAN 3-770000-653174[à vérifier : EAN invalide])
- CD Puisque j'ai mais - 2007 (GFT2007-01/1) enregistré au studio Faulxwood